# كلية الأطباء والجراحين بجامعة كولومبيا
جامعة كولومبيا كلية الأطباء والجراحين (بالإنجليزية: Columbia University College of Physicians and Surgeons)‏ هي إحدى الكليات لتدريس الطب في الولايات المتحدة الأمريكية. تقع في مدينة مانهاتن، نيويورك سيتي في ولاية نيويورك الأمريكية. نوع الشهادة الطبية التي يتم تحصيلها هناك هي دكتور في الطب.

## خريجون بارزون
- غوردون بك (1807 ـ 1877)
- ويليام ستيوارت هالستد (1852 ـ 1922)